# Terme Excelsior
Lo stabilimento delle terme Excelsior è uno dei più famosi stabilimenti termali di Montecatini Terme.

## Storia e descrizione
Inizialmente venne pensato per ospitare il Casinò Municipale Excelsior. Il complesso originario venne inaugurato il 27 giugno 1907; poco dopo si decise di convertirne una parte a stabilimento termale, parte aggiunta a partire dal 28 marzo 1915. Nel 1968 gran parte della struttura venne demolita per far posto al nuovo edificio progettato da Sergio Brusa Pasquè con l'ausilio di altri architetti.
Il vasto salone interno, risalente al primo edificio, presenta un raffinato soffitto a cassettoni decorato dal pittore fiorentino Ernesto Bellandi, mentre le pareti sono arricchite da bassorilievi raffiguranti motivi floreali e frutta. All'esterno si presenta come un edificio in cemento armato a vista su quattro piani e con ampie vetrate. Caratteristico il loggiato la cui architettura si ispira al rinascimento fiorentino.